# الاستخدامات الأخرى للمشيمة

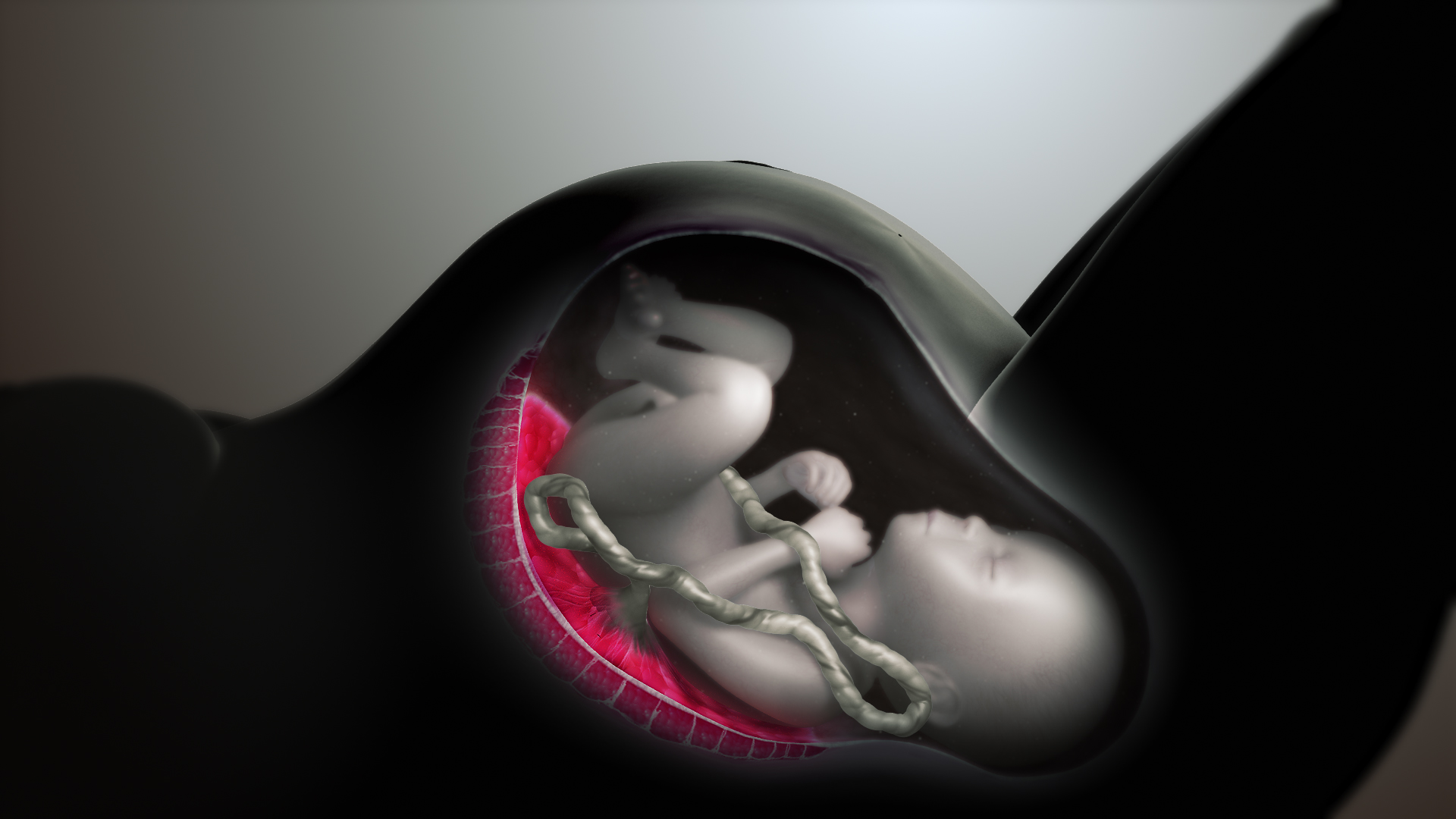
المشيمة

المشيمة (بالإنجليزية: Alternative uses for placenta)‏ هي عضو يقوم بربط الجنين بالأم لنقل الأكسجين، العناصر الغذائيه ونفايات الجنين للأم في الثدييات. العديد من أنواع الثدييات تقوم بإستهلاك المشيمة. تستهلك المشيمة في بعض الثقافات البشرية. قد يكون هذا للتغذية ولكن غالبا ما يكون له اهمية ثقافية لمزيد من المعلومات حول طقوس استهلاك المشيمة انظر المشيمه: المجتمع والثقافة. وكما تستخدم المشيمة الحيوانيه والبشرية كمصدر للعديد من المكونات في مختلف المنتجات الإستهلاكيه مثل الأدوية، مستحضرات التجميل، منتجات العناية بالشعر، المقويات الصحية وأيضًا المنتجات الغذائية.
كما تستخدم المشيمة البشرية في فرق البحث والإنقاذ لتدريب الكلاب علي البحث واكتشاف الرفات البشرية.

## الاستخدام في مستحضرات التجميل
على الأقل ثلاث شركات حالياً تقوم ببيع علاجات للشعر والبشرة مكونه من مستخرجات المشيمة الحيوانية والنوع الأكثر شيوعاً من المشيمة المستخدمة هو الأغنام. استخراج أو إزالة المشيمة يعمل كمصدر للبروتين والهرمونات، علي الأغلب هرمون البروجسترون والاستروجين يتم إستخدامها في مجال مستحضرات التجميل. المعلومات حول الغرض من استخراج المشيمة غير موثق بشكل جيد ويصعب العثور عليها، هناك تعريف أكثر وضوحاً بإن الشركات المصنعة تتجنب الأدعاء بأنها تقوم بإي شئ خصيصاً في هذا الغرض على سبيل المثال شركة أليغاني للأدوية، هاسك للعناية بنعومة الشعر الذي يستخدم على نطاق واسع مستخرجات مشيمة الماعز " لا يوجد موقع للعلامة التجارية لشركة هاسك أو الشركة الأم أو علي الأقل الصفحات تعتبر فارغة البناء".
تقوم إدارة الأدوية والعقاقير بالتأكيد علي أن أستخدام مستخلص المشيمة قد يكون خطيراً ويخضع لقيود ومتطلبات معينه على الأقل في بعض المنتجات.
في دراسه واحدة، قامت أربع فتيات تتراوح أعمارهم بين سنة إلي ثماني سنوات بوضع ثديين وشعر عانة من بعد شهرين إلي أربع وعشرين شهراً من بدأ استخدام هذه المنتجات التي تحتوي علي الاستروجين أو المشيمة وقام شعر العانة وثدييهم بالتوقف عن النمو بعد التوقف عن استخدام تلك المنتجات ولم يلاحظ أي تطور لنموهم الجنسي.
العلاج بالهرمونات البديلة يحتوي علي الأستروجين، بينما الوقاية من مرض هشاشه العظام، وجدت لتزيد من معدل الاصابه بالصمامات الوريديه وسرطان الثدي علي هذا النحو يستخدم المجتمع الطبي العلاج بالهرمونات البديلة في حالات معينة.

## الأستخدام في الأدوية

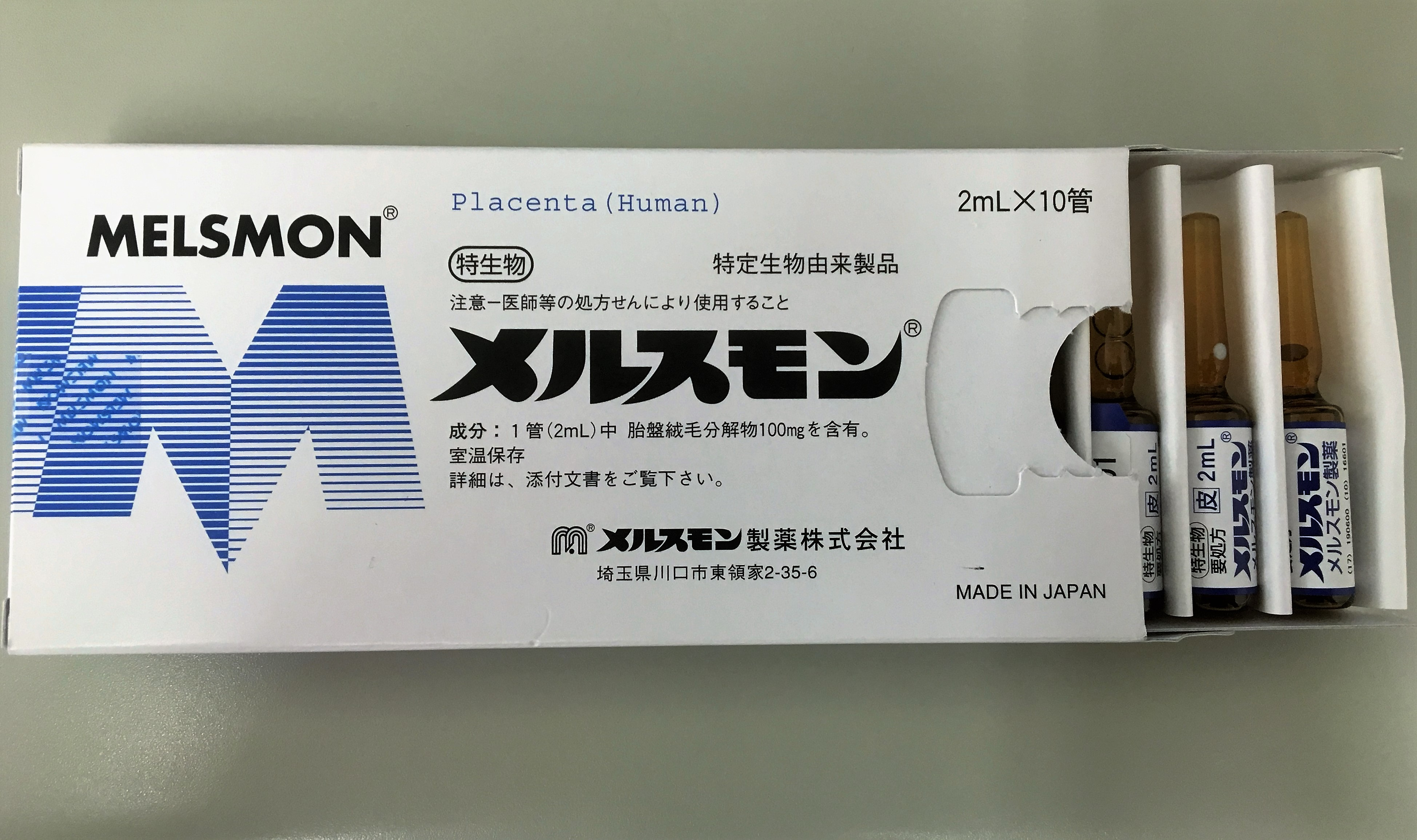
ميلسون

شركة ميلسون للأدوية هي شركه أدوية مسجله في اليابان، عام 1956 في قيد التشغيل كانت تقوم بإنتاج نماذج من المشيمة البشرية والسبب هو لعلاج سن اليأس واخر استخراجات المشيمة لهم هو لعلاج التهابات الكبد المزمن.

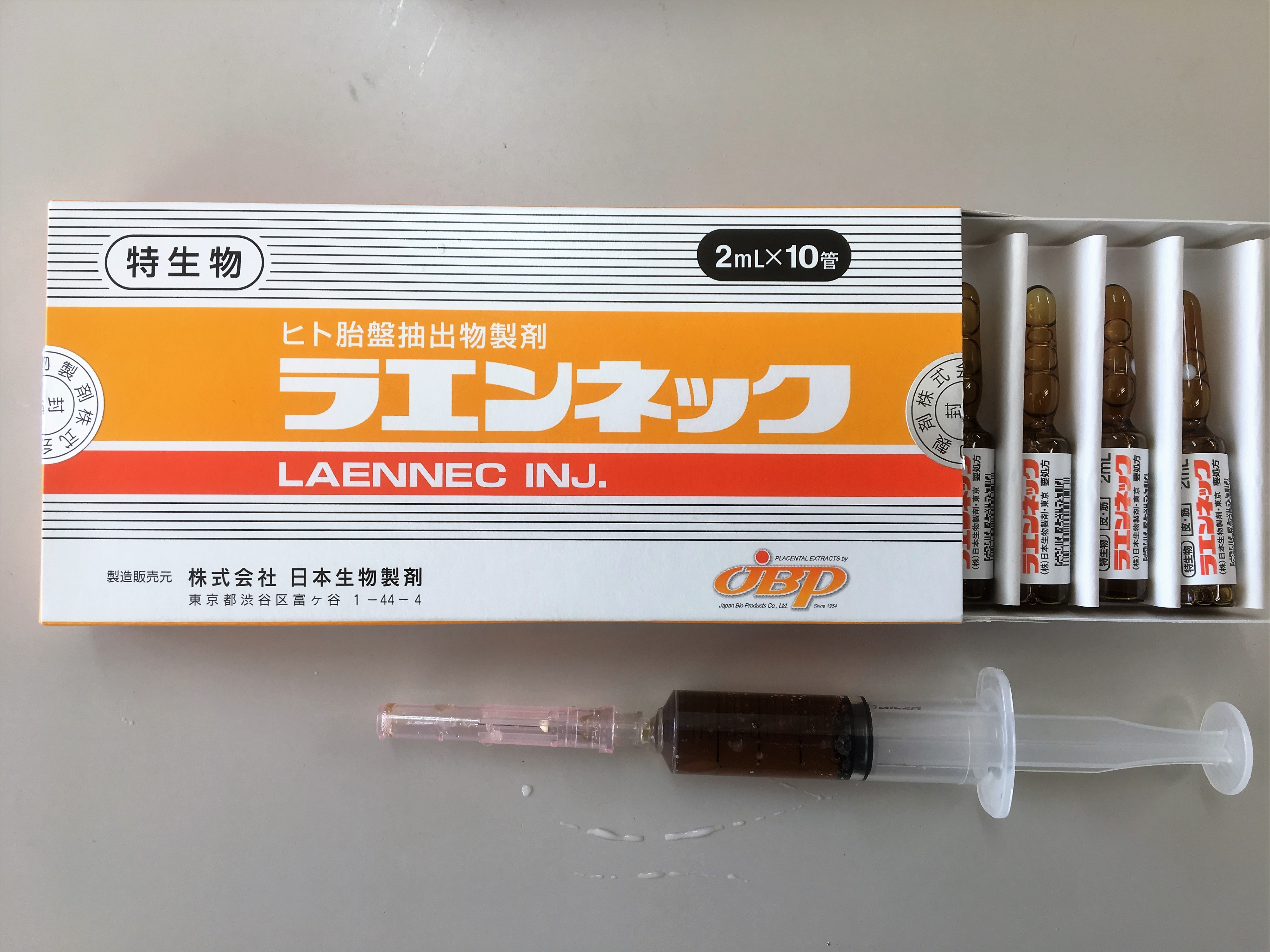
لينيك

## الاستخدام في الطعام
هناك عدد من الطعام الداخل في مكونات المشيمة، وهذا بالإضافة إلى طقوس الإستهلاك من قبل الأمهات والعائلات في العديد من الثقافات. ففي اليابان يقوموا بصنع نوع من أنواع المشروبات يسمي مشروب المشيمة. قامت الشركة باإدعاء بإنها تقوم باستخدام المواد الخام للمشيمة ومن المتوقع أن هذا الشراب الذي يحمل طعم شراب التفاح قد يجعل الجسم ينشط.